# Ami Himesaki
amihime
Ami Himesaki (姫崎 愛未), aussi connue sous le nom amihime, née le 19 janvier 1994 dans la préfecture de Fukuoka, est une chanteuse, vocaloid, et idole japonaise, membre du groupe LinQ de 2011 à 2017, dans son équipe Qty.
Elle annonce en novembre 2013 débuter en solo sous le label T-Palette Records à partir du printemps 2014.

## Carrière
Ami Himesaki forme avec de nombreuses filles le nouveau groupe LinQ en avril 2011 en tant que membre de la 1re génération, les jeunes idoles étant réparties en deux équipes : Lady et Qty.
Himesaki fait partie de l'équipe Qty.
Le groupe signe un contrat avec le label d'idoles indépendants T-Palette Records,  dans lequel il sort plusieurs singles et un album complet. Himesaki signe avec le groupe chez Warner Music Japan début 2013 pour faire des débuts en major.
Himesaki joue dans la pièce de théâtre Shinigami Hime no Saikon (死神姫の再婚) en mars 2013, interprétant le rôle du personnage Alicia. Il s'agit d'une adaptation du manga du même nom.
En parallèle avec LinQ, Ami Himesaki annonce officiellement en novembre 2013 faire ses débuts en solo en tant que Vocaloid Idol  sous le nom amihime au printemps 2014 chez T-Palette Records,.
Elle débute également en tant qu'actrice de doublage sur la série d'anime et de jeux vidéo RPG Venus Project en mars 2015. Elle effectue le même travail dans l'anime Kurayama Santa (暗闇三太) en juillet 2015.
Elle et ses collègues de LinQ, Chiaki Yoshikawa et Sakura Araki participent au festival d'été japonais de Toronto Matsuri au Canada le même mois.
Ami Himesaki effectue sa graduation du groupe avec deux autres collègues (Kaede Seto et Mei Oishi), après un dernier concert avec LinQ le 20 août 2017.

## Discographie

### Avec LinQ
Albums
| # | Titre                                                                | Détails |
| - | -------------------------------------------------------------------- | --- |
| 1 | Love in Qushu ~LinQ Dai 1 Gakushō~ (Love in Qushu 〜LinQ 第一楽章〜) | - Sortie le : 18 avril 2012 - Label : T-Palette Records - Format : CD / téléchargement numérique                  |
| 2 | Awake ~LinQ Dai 2 Gakushō~ (Awake～LinQ第二楽章～)                   | - Sortie le : 26 mars 2014 - Label : Warner Music Japan - Format : CD / CD+DVD / téléchargement numérique         |
| 3 | Frontier ~LinQ Dai 3 Gakushō~ (Frontier～LinQ 第三楽章～)            | - Sortie le : 25 novembre 2015 - Label : Warner Music Japan - Format : CD / CD+Blu-ray / téléchargement numérique |

Singles
| #                    | Date de sortie       | Titre | Label                |                      |                      |                      |                      |
| Singles indépendants | Singles indépendants | Singles indépendants                                                                                                  | Singles indépendants | Singles indépendants | Singles indépendants | Singles indépendants | Singles indépendants |
| -------------------- | -------------------- | --- | -------------------- | -------------------- | -------------------- | -------------------- | -------------------- |
| 1                    | 26 juin 2011         | Hajimemashite (ハジメマシテ)                                                                                          | -                    |                      |                      |                      |                      |
| 2                    | 9 novembre 2011      | Calorie Nante (カロリーなんて)                                                                                        | T-Palette Records    |                      |                      |                      |                      |
| 3                    | 29 février 2012      | Sakura Kajitsu / Sakura Monogatari (さくら果実 / Sakura物語)                                                          | T-Palette Records    |                      |                      |                      |                      |
| 4                    | 18 juillet 2012      | Shiawase no Energy / Matsuri no Yoru ~Kimi wo Suki ni Natta Hi~ (シアワセのエナジー / 祭りの夜～君を好きになった日～) | T-Palette Records    |                      |                      |                      |                      |
| 5                    | 30 janvier 2013      | Chiku-Taku / Going my Way! (Chiku-Taku / ゴーイング マイ ウェイ！)                                                    | T-Palette Records    |                      |                      |                      |                      |
| Single major         |                      | |                      |                      |                      |                      |                      |
| 6                    | 17 avril 2013        | Chime ga Owareba (チャイムが終われば)                                                                                 | Warner Music Japan   |                      |                      |                      |                      |
| 7                    | 7 août 2013          | Hanabi!! (HANABI!!)                                                                                                   | Warner Music Japan   |                      |                      |                      |                      |
| 8                    | 22 janvier 2014      | Colorful Days (カラフルデイズ)                                                                                        | Warner Music Japan   |                      |                      |                      |                      |
| 9                    | 30 juillet 2014      | Natsu Koi (ナツコイ)                                                                                                  | Warner Music Japan   |                      |                      |                      |                      |
| 10                   | 24 septembre 2014    | Wessai!! Gassai!! (ウェッサイ!!ガッサイ!!)                                                                            | Warner Music Japan   |                      |                      |                      |                      |
| 11                   | 29 avril 2015        | Hare Hare☆Parade (ハレハレ☆パレード)                                                                                  | Warner Music Japan   |                      |                      |                      |                      |
| 12                   | 9 septembre 2015     | LinQuest ~Yagate Densetsu e... (LinQest～やがて伝説へ・・・)                                                          | Warner Music Japan   |                      |                      |                      |                      |
| 13                   | 23 mars 2016         | Supreme | Warner Music Japan   |                      |                      |                      |                      |
| 14                   | 28 septembre 2016    | Furusato Japon (ふるさとジャポン)                                                                                     | Avex Trax            |                      |                      |                      |                      |
| 15                   | 22 février 2017      | Makenaizo (負けないぞ)                                                                                                | Avex Trax            |                      |                      |                      |                      |
| 16                   | 3 mai 2017           | Treasure (トレジャー)                                                                                                 | Avex Trax            |                      |                      |                      |                      |

### DVD
1. 20 décembre 2012 - A ~Min world (あ～みんわーるど?)